# Urocystis anemones
Charbon de l'anémone, Charbon des feuilles de l'anémone
Espèce
Urocystis anemones est une espèce de champignons (Fungi) de la famille des Urocystidaceae et du genre Urocystis. Ce phytopathogène provoque la maladie du charbon des feuilles de l'anémone, également nommé Charbon de l'anémone sur les feuilles de certaines Anémones.

## Description

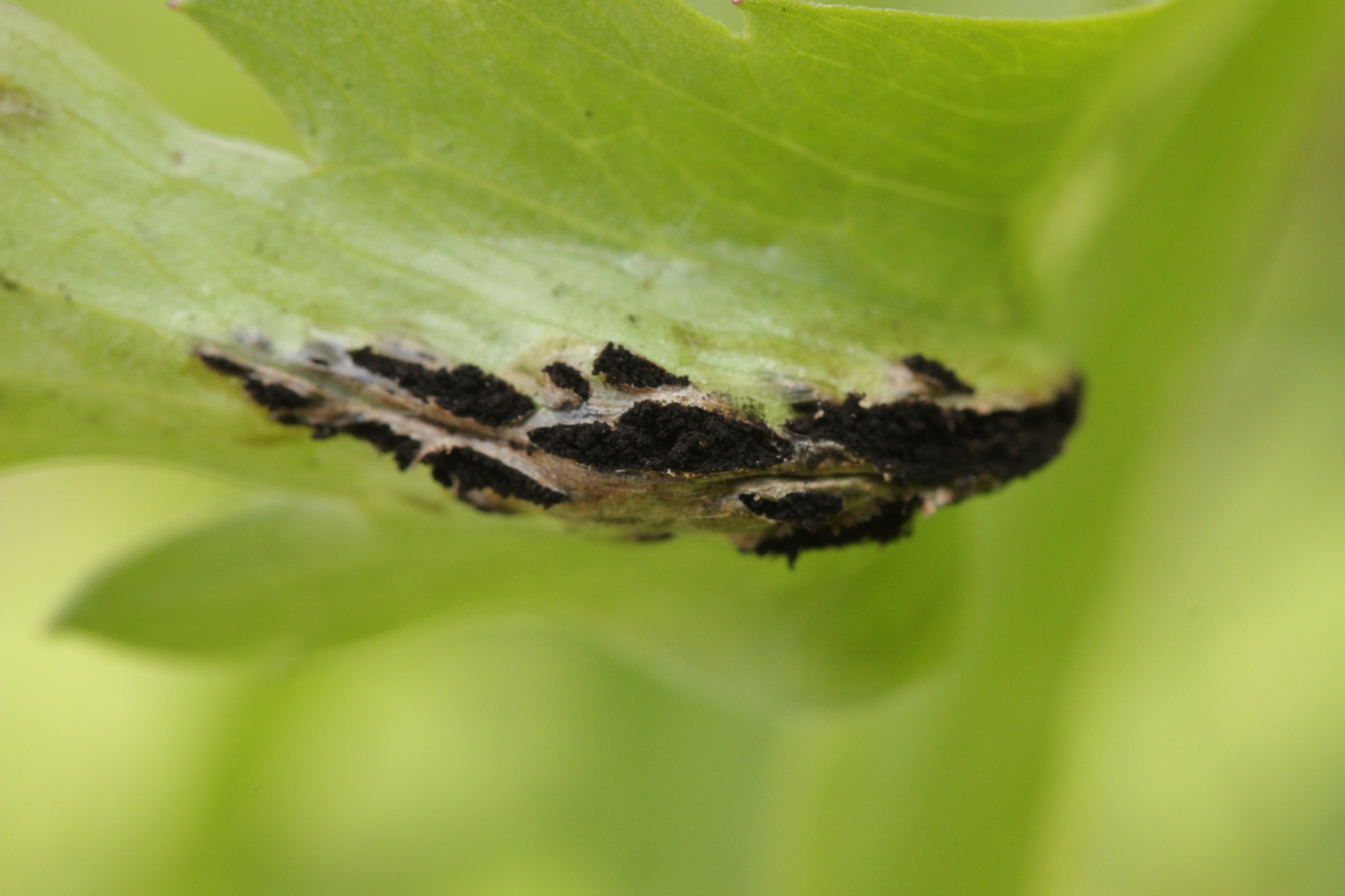
Vésicule d'Urocystis anemones se déchirant.

Les symptômes du charbon des feuilles de l'anémone se présentent sous la forme de sores sur les feuilles, les pétioles et les tiges. Ils présentent des callosités allongées ou des vésicules gonflées de formes et de tailles variées d'abord recouvertes de l'épiderme de la plante et prenant une couleur gris-plomb translucide. Elles finissent par se déchirer irrégulièrement et libérer une masse brun noirâtre, granuleuse et poudreuse de boules de spores globuleuses à irrégulières,,.

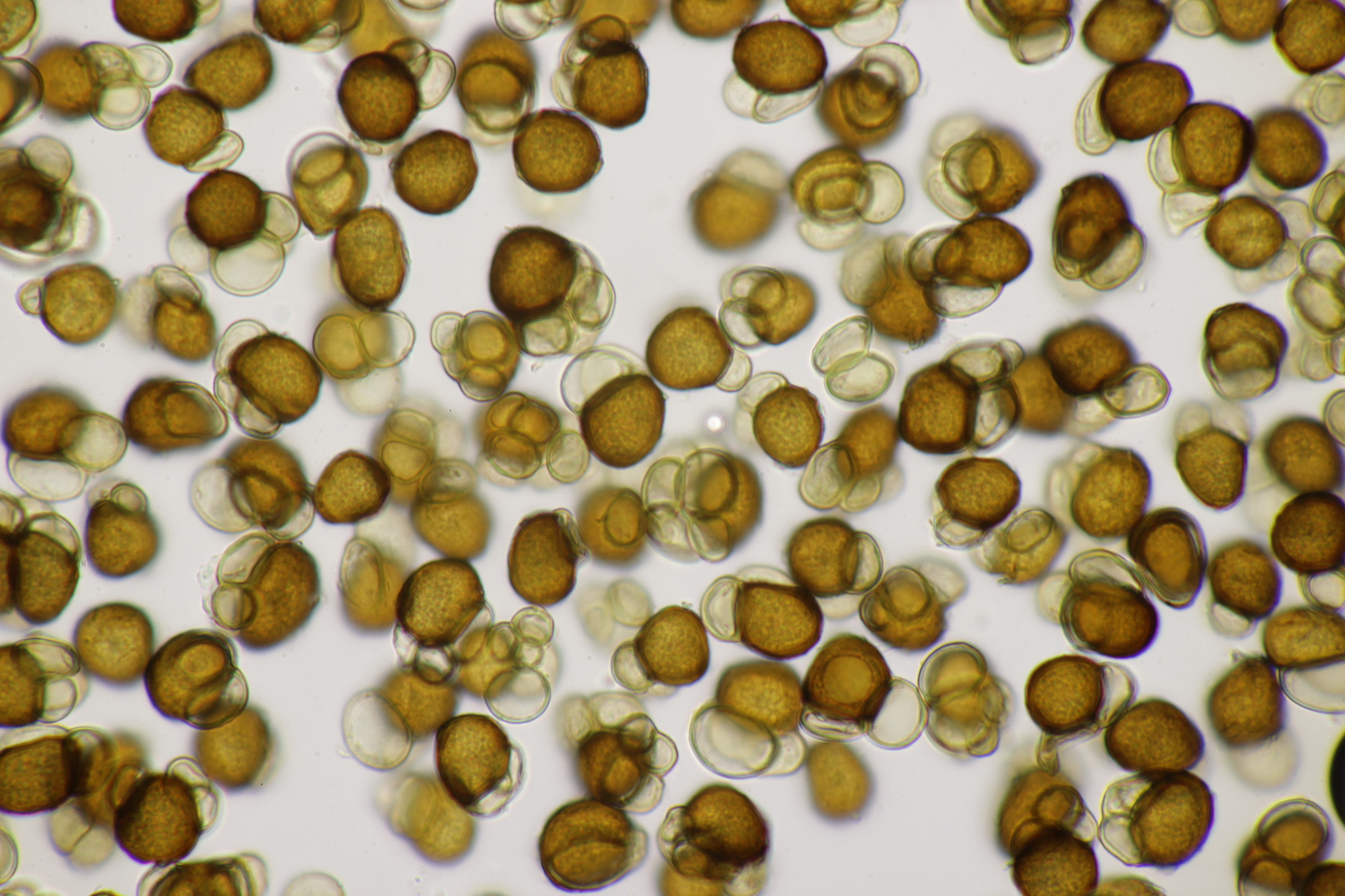
Spores.

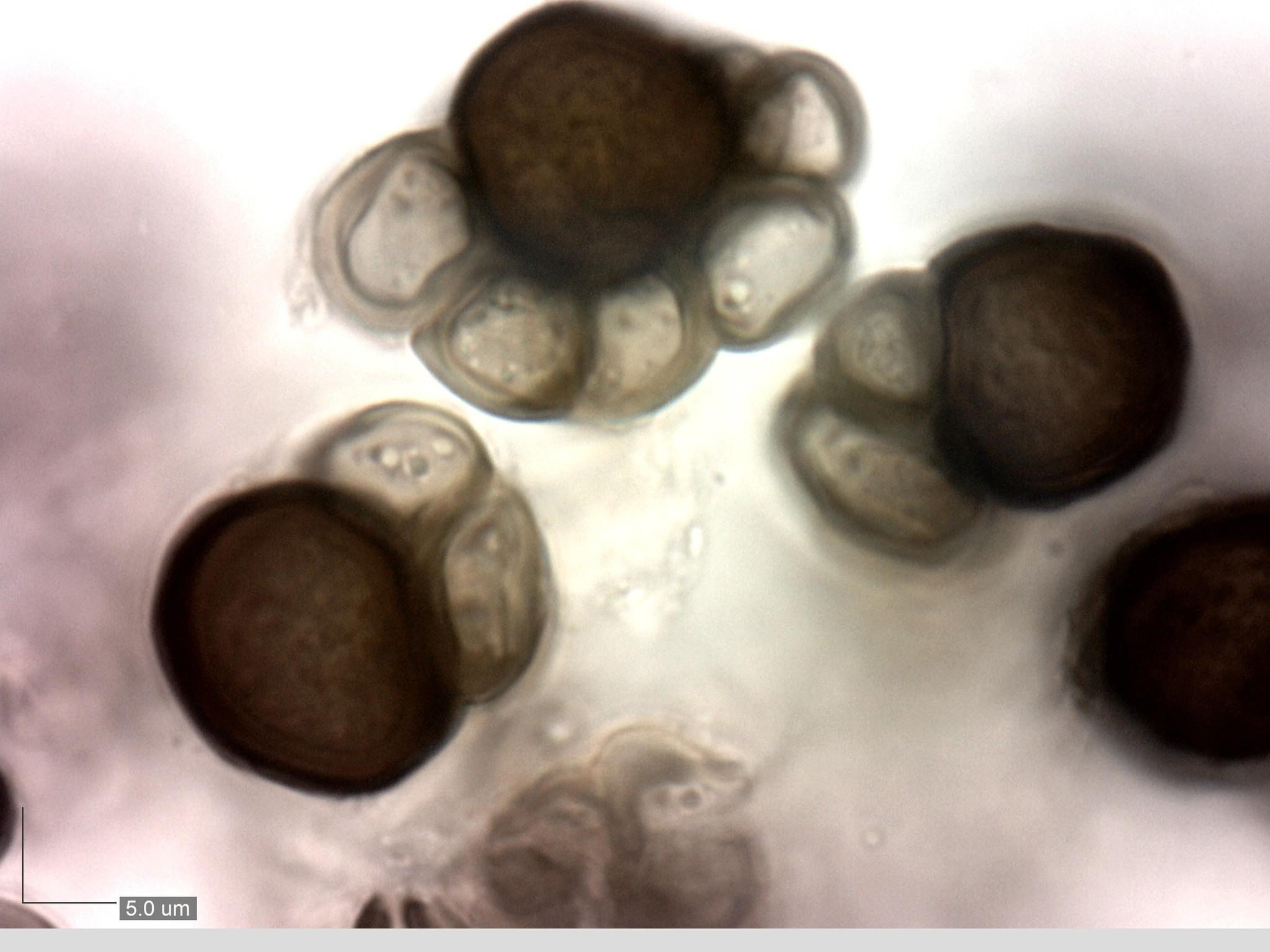
Spores et leurs cellules stériles.

Les boules de spores qui mesurent de 15 à 35 μm de diamètre, comportent généralement une seule spore et parfois deux ou trois. Celles-ci sont lisses, de forme ovoïdes, subglobuleuses ou allongées et irrégulières, mesurent 13 à 22 μm de long pour 10,5 à 15 μm de large et sont colorées d'un brun rougeâtre plus ou moins foncé. Elles sont entourées d'une couche discontinue de cellules stériles, cette dernière caractéristique étant typique du genre Urocystis. Ces cellules sont hyalines à jaunes claires, lisses, subglobuleuses à irrégulièrement allongées, généralement aplaties sur le côté en contact avec les spores, mesurent 6 à 16 μm de long. Elles sont parfois absentes,,.

## Biologie
La germination des spores donne lieu à une baside courte composé de 2 à 4 basidiospores apicales à partir desquels se développent des hyphes dikaryotes qui pénètrent dans la plante par leurs haustorias. L'infection est systémique et persistante d'une année sur l'autre,.

## Impact parasitaire et répartition

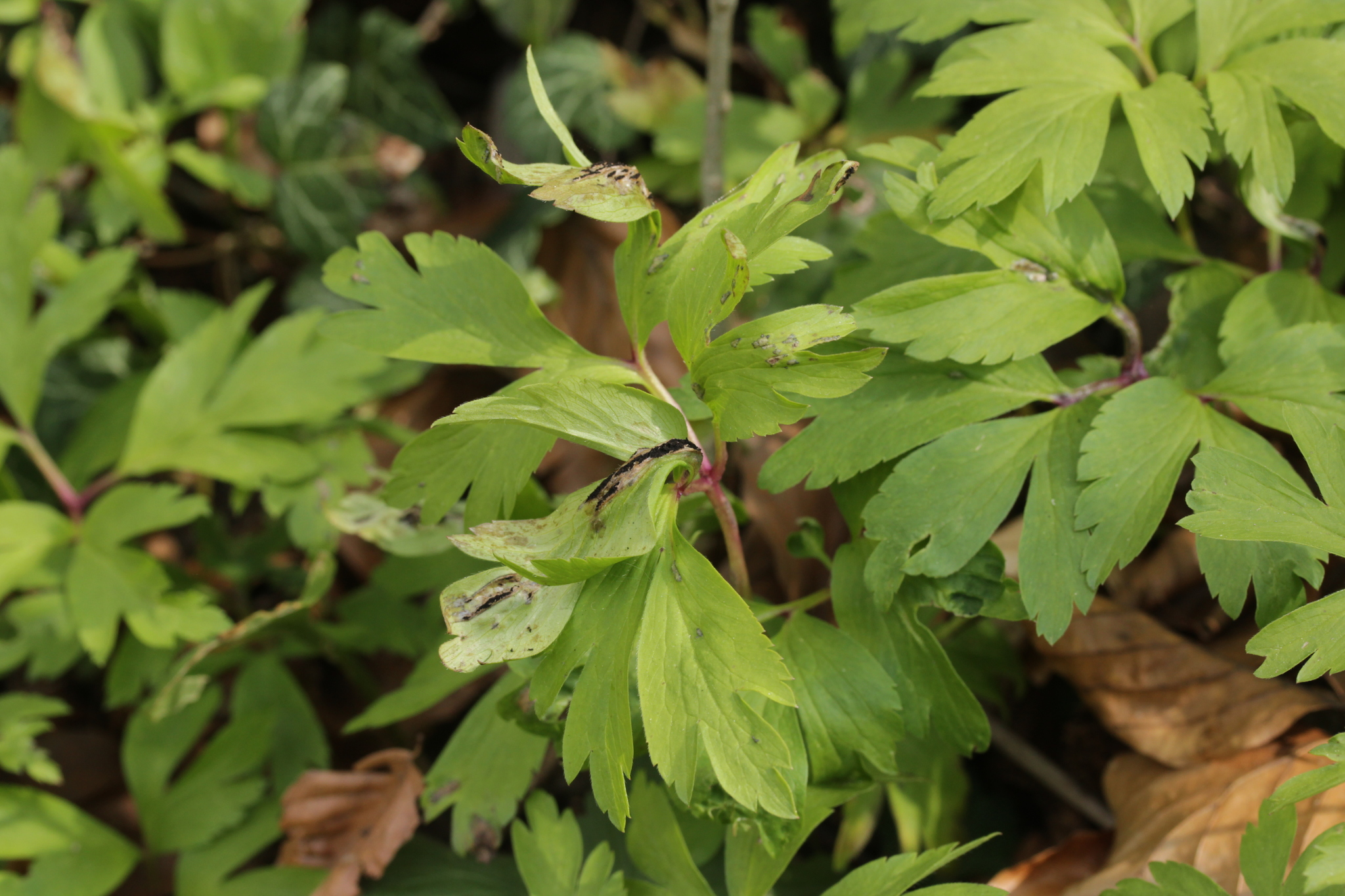
Urocystis anemones sur Anemone nemorosa

Urocystis anemones est exclusivement référencé sur quelques Ranunculaceae dont
une majorité d'Anémones : Anemone apennina, Anemone blanda, Anemone hortensis, Anemone nemorosa, Anemone ranunculoides, Anemone sylvestris, Anemone trifolia, Anemone virginiana ainsi qu'Anemonoides seemenii et Anemonastrum narcissiflorum,,.
L'espèce est présente dans le monde entier. En Europe centrale et occidentale, elle est visible d'avril à juin, et répandue, surtout sur A. nemorosa, de la plaine à la montagne,.

## Confusions possibles
Urocystis antipolitana est une espèce méditerranéenne beaucoup plus rare qui se développe sur Anemone hortensis, A. baldensis et A. coronaria. Elle est également répertoriée sur 'A. sylvestris. Cette espèce diffère par ses boules de spores qui mesurent 23 à 50 μm de long pour 20 à 40 μm de large composées en moyenne de 2 à 4 spores, parfois 1 et jusqu'à 8. Ces dernières ont des dimensions analogues mais sont entièrement entourées de nombreuses cellules stériles,.
Des symptômes morphologiquement proches présent sur la Renoncule rampante ont été autrefois attribués à Urocystis anemones et sont maintenant considérés comme appartenant à U. ranunculi.

## Publication originale
- Gottlob Ludwig Rabenhorst, Fungi Europaei exsiccati, Klotzschii herbarii vivi mycologici continuatio. Editio nov. Series secunda. Cent. 12: no. 1195 (1868).
- Cette espèce est également publiée dans le Botanische Zeitschrift 26(34): 560 de 1868. Une combinaison également mise en place par Heinrich Georg Winter dans l'Hedwigia 19: 60 (1880).

## Synonymie
- Caeoma pompholygodes Schltdl., 1826[7]
- Erysibe labiatarum Wallr., 1833[7]
- Polycystis anemones (Pers.) Lév., 1847[7]
- Polycystis ranunculacearum (DC.) Fr., 1849[7]
- Tuburcinia anemones (Pers.) Liro, 1922[7]
- Uredo anemones Pers., 1797 (basionyme)[7]
- Uredo ranunculacearum DC., 1815[7]
- Urocystis pompholygodes Rabenh., 1864[7]
- Ustilago pompholygodes Link[7]